# نیروگاه علی‌آباد کتول
نیروگاه سیکل ترکیبی علی‌آباد کتول (شرکت سنا) معروف به نیروگاه آذرخش (در استان گلستان، در مجاورت شهرستان علی‌آباد کتول، تأسیس ۳ مرداد ۱۳۹۰)، یکی از نیروگاه‌های ایران از نوع سیکل ترکیبی با ظرفیت تولید ۹۷۲ مگاوات است که شامل ۶ واحد گازی ۱۶۲ مگاواتی مدل V94.2 ساخت شرکت مپنا تحت لیسانس زیمنس آلمان در قالب طرح  B.O.O (ساخت، مالکیت و بهره‌برداری) در زمینی به مساحت ۶۸ هکتار است. (ظرفیت عملی هر واحد با توجه به شرایط آب و هوایی منطقه، ۱۵۳ مگاوات است)
در طرح توسعه این نیروگاه، ۳ واحد بخاری ۱۶۰ مگاواتی نیز اضافه خواهد شد و این نیروگاه تبدیل به سیکل ترکیبی می‌شود که با احداث و تکمیل بخش بخار در این نیروگاه ظرفیت تولید برق آن به ۱۴۵۰ مگاوات خواهد رسید.
سوخت اصلی نیروگاه گاز طبیعی و سوخت پشتیبان آن گازوئیل است. ولتاژ خروجی برق تولیدی  (پست برق) نیز ۴۰۰ کیلوولت است.

## شرکت صنایع برق و انرژی صبا
شرکت صنایع برق و انرژی صبا از زیرمجموعه‌های بنیاد مستضعفان است. این شرکت از سال ۱۳۸۳ شروع به فعالیت در صنعت برق از طریق مشارکت بخش خصوصی کرده‌است. در حال حاضر این شرکت به همراه یازده شرکت زیر مجموعه خود و در اختیار داشتن چندین نیروگاه بزرگ کشور به عنوان یکی از شرکت‌های معظم و فعال در این حوزه به حساب  می‌آید.
در حال حاضر این شرکت با تولید برق در نیروگاه‌های علی‌آباد کتول، خرمشهر، خرم‌آباد، زرگان اهواز، چابهار، قم و زنجان، بیش از ۴۱۰۰ مگاوات برق (تا سال ۱۳۹۳) را به شبکه سراسری عرضه می‌نماید.